# Braga Warriors 2015-2016
Questa voce raccoglie le informazioni riguardanti i Braga Warriors nelle competizioni ufficiali della stagione 2015-16. 

## VII Liga Portuguesa de Futebol Americano

### Regular season
| Maia 29 novembre 2015, ore 15:00 2ª giornata fase 1 | Maia Mustangs | 3 – 28 | Braga Warriors |  |

| Canidelo 6 dicembre 2015, ore 15:00 3ª giornata fase 1 | Porto Mutts | 32 – 0 | Braga Warriors |  |

| Braga 19 dicembre 2015, ore 16:00 5ª giornata fase 1 | Braga Warriors | 14 – 12 | Paredes Lumberjacks |  |

| Canelas 10 gennaio 2016, ore 14:00 6ª giornata fase 1 | Porto Renegades | 6 – 14 | Braga Warriors |  |

| Braga 16 gennaio 2016, ore 16:00 7ª giornata fase 1 | Braga Warriors | 30 – 0 | Maia Mustangs |  |

| Braga 6 febbraio 2016, ore 16:00 10ª giornata fase 1 | Braga Warriors | 22 – 0 | Braga Black Knights |  |

| Braga 27 febbraio 2016, ore 17:00 1º turno fase 2 | Braga Warriors | 0 – 8 | Algarve Sharks |  |

| Lisbona 5 marzo 2016, ore 15:00 2º turno fase 2 | Lisboa Devils | 34 – 0 | Braga Warriors |  |

### Playoff
| 27 marzo 2016 Wild Card | Paredes Lumberjacks | 16 – 8 | Braga Warriors |  |

## Statistiche di squadra
| Competizione | %Vittorie | In casa | In casa | In casa | In casa | In casa | In casa | In trasferta | In trasferta | In trasferta | In trasferta | In trasferta | In trasferta | Totale | Totale | Totale | Totale | Totale | Totale |
| Competizione | %Vittorie | G       | V       | N       | P       | Pf      | Ps      | G            | V            | N            | P            | Pf           | Ps           | G      | V      | N      | P      | Pf     | Ps     |
| ------------ | --------- | ------- | ------- | ------- | ------- | ------- | ------- | ------------ | ------------ | ------------ | ------------ | ------------ | ------------ | ------ | ------ | ------ | ------ | ------ | ------ |
| Campionato   | .625      | 4       | 3       | 0       | 1       | 66      | 20      | 4            | 2            | 0            | 2            | 42           | 75           | 8      | 5      | 0      | 3      | 108    | 95     |
| Playoff      | .000      | -       | -       | -       | -       | -       | -       | 1            | 0            | 0            | 1            | 8            | 16           | 1      | 0      | 0      | 1      | 8      | 16     |
| Totale       | .556      | 4       | 3       | 0       | 1       | 66      | 20      | 5            | 2            | 0            | 3            | 50           | 91           | 9      | 5      | 0      | 4      | 116    | 111    |